# Пипка Володимир Володимирович
Володимир Володимирович Пипка — полковник ЗСУ, командир 22 ОМБр. Лицар ордену Богдана Хмельницького ІІІ ступеня (2022)

## Життєпис
З 2018-го року служив в 354-му навчальному механізованому полку. З 2019-му призначений командиром навчального механізованого батальйону.
В 2024-му призначений командиром 22-ї механізованої бригади. 6 травня 2024 у день піхоти, Президент України Володимир Зеленський вручив командиру Володимиру Пипці Бойовий Прапор 22-ї окремої механізованої бригади.

## Нагороди
- медаль «За військову службу Україні» (2022)[5]
- орден Богдана Хмельницького ІІІ ступеня (2022)[1]
- відзнака Президента України Хрест Бойових заслуг (2023)[6]